# Bernadets-Debat
Bernadets-Debat ist eine französische Gemeinde mit 99 Einwohnern (Stand 1. Januar 2022) im Département Hautes-Pyrénées in der Region Okzitanien (vor 2016: Midi-Pyrénées). Sie gehört zum Arrondissement Tarbes und zum Kanton Les Coteaux.
Die Einwohner werden Bernadetois und Bernadetoises genannt.

## Geographie
Bernadets-Debat liegt circa 24 Kilometer nordöstlich von Tarbes in der historischen Grafschaft Bigorre an der nördlichen Grenze zum benachbarten Département Gers.
Umgeben wird Bernadets-Debat von den acht Nachbargemeinden:
| Estampures | Castex (Gers)                               | Sarraguzan (Gers) |
| Mazerolles | Kompassrose, die auf Nachbargemeinden zeigt | Fontrailles       |
| Antin      | Lapeyre                                     | Trie-sur-Baïse    |

Bernadets-Debat liegt in den Einzugsgebieten der Flüsse Garonne und Adour. 
Die Osse, ein Nebenfluss der Gélise, entspringt in Bernadets-Debat und bildet die natürliche Grenze zu den östlichen Nachbargemeinden Sarraguzan und Fontrailles. Der Joulard und die Courrie-Longue sind zwei Nebenflüsse der Osse und entspringen ebenfalls auf dem Gebiet der Gemeinde.
Der Pélan, ein Nebenfluss der Baïse, durchquert das Gemeindegebiet ebenso wie sein Nebenfluss, der Bayle.
Der Bouès, ein Nebenfluss des Arros, markiert die Grenze zu den westlichen Nachbargemeinden Estampures, Mazerolles und Antin. Der Ruisseau d’Antin mündet in den Bouès am Punkt, an dem die Gebiete der Gemeinden Bernadets-Debat, Mazerolles und Antin zusammentreffen. Der Picharrot ist ein rechter Nebenfluss des Bouès und entspringt in Bernadets-Debat.

## Toponymie
Der okzitanische Name der Gemeinde heißt Vernadèth Devath. Der erste Namensteil hat seinen Ursprung im gascognischen vèrn (deutsch Erle) mit einem Suffix -etam und einem diminuierenden Suffix -èth, der aus dem lateinischen Suffix -ellum hervorging. Er lässt sich demnach mit „kleiner Erlenwald“ übersetzen. Der zweite Namensteil ist eine Ableitung des gascognischen devath („nördlich“ im Verhältnis zu Bernadets-Dessus).
Spitznamen der Bewohner der Gemeinde lauten Los heishotèrs (deutsch die Fertiger oder Händler von Reisigbündeln) und Los taishons (deutsch die Dachse).
Toponyme und Erwähnungen von Bernadets-Debat waren:
- Giraldus de Bernadeds (1186, Kopialbuch von Berdoues),
- Girardus de Bernadeds und a Bernadeds (1238, Kopialbuch Berdoues),
- Bernardes (gegen 1230, Kirchenregister von Auch),
- Bernadetz (1382–1384, Prokuration Auch),
- de Bernadeto (1405, Steuerliste des Klerus),
- Bernadet (15. Jahrhundert, livre rouge von Auch),
- Bernadets de Bat (1750, Karte von Cassini),
- Bernadets Debat (1793, Notice Communale),
- Bernadets-de-Bas (1801, Bulletin des lois).[3][4][5]

## Einwohnerentwicklung
Nach Beginn der Aufzeichnungen stieg die Einwohnerzahl bis zur ersten Hälfte des 19. Jahrhunderts auf einen Höchststand von rund 470. In der Folgezeit sank die Größe der Gemeinde bei kurzen Erholungsphasen, insbesondere nach dem Ersten Weltkrieg, bis zu den 1980er Jahren, bevor sie sich seitdem auf einem Niveau vom rund 105 Einwohnern stabilisieren konnte.
| Jahr      | 1962 | 1968 | 1975 | 1982 | 1990 | 1999 | 2006 | 2011 | 2022 |
| --------- | ---- | ---- | ---- | ---- | ---- | ---- | ---- | ---- | ---- |
| Einwohner | 131  | 138  | 112  | 107  | 107  | 108  | 106  | 104  | 99   |

## Sehenswürdigkeiten

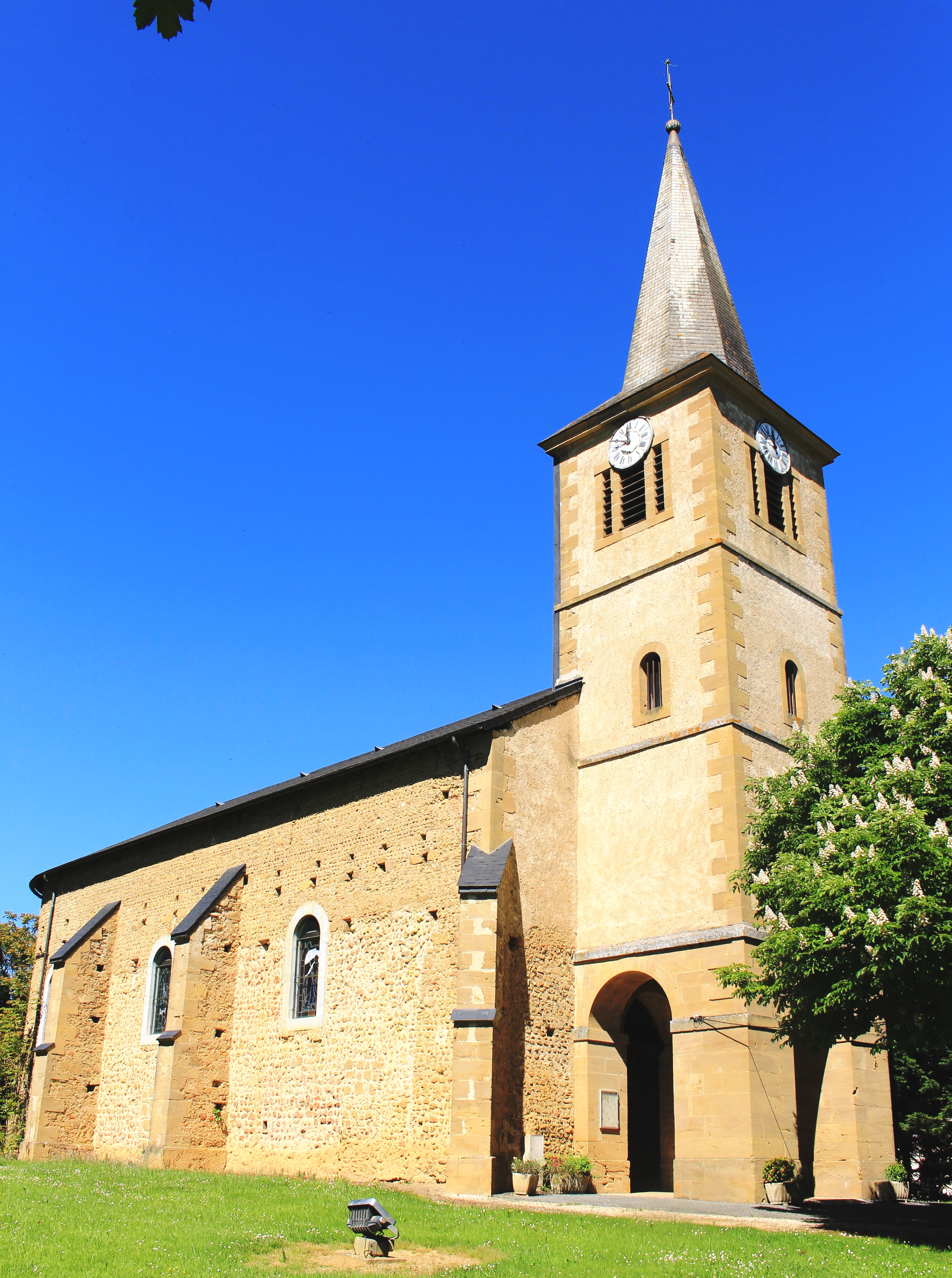
Pfarrkirche de l’Assomption

### Pfarrkirchede l’Assomption
Die Mariä Himmelfahrt geweihte Kirche wurde im Jahre 1890 auf Fundamenten eines alten Vorgängergebäudes neu errichtet. Ihre Besonderheit besteht darin, dass sich der Glockenturm und der Eingang an der Ostseite befindet.

### Burgruine
Die Ruinen der Burg Saint Christ befinden sich auf Privatbesitz und sind nicht zu besichtigen.

## Wirtschaft und Infrastruktur

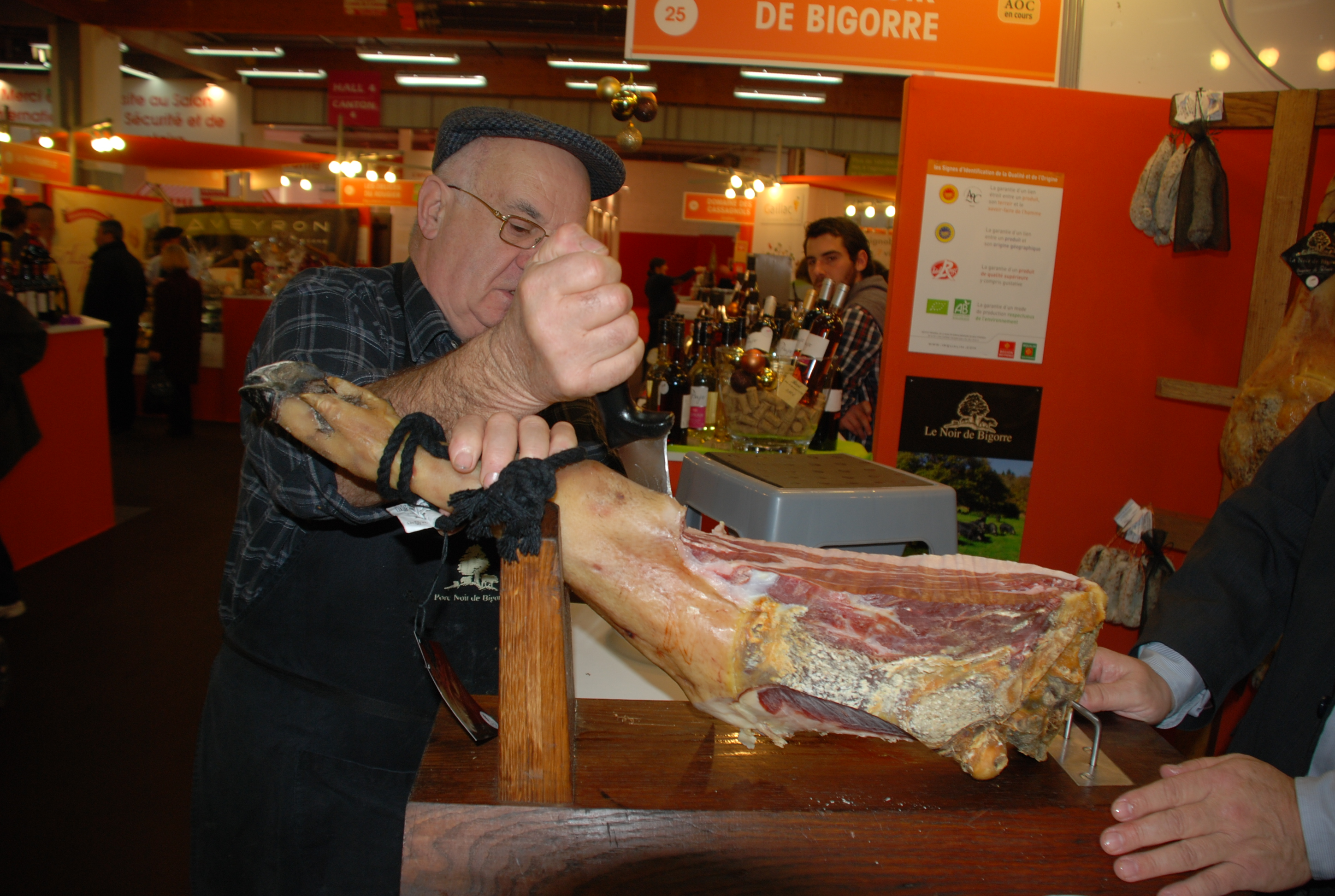
Noir de Bigorre-Schinken

Bernadets-Debat liegt in den Zonen AOC der Schweinerasse Porc noir de Bigorre und des Schinkens Jambon noir de Bigorre.

### Verkehr
Bernadets-Debat wird durchquert von den Routes départementales 17 (Gers 3) und 43.